# San Rafael de Velasco
San Rafael, oficialmente San Rafael de Velasco, es una localidad y municipio de Bolivia, ubicado en la provincia Velasco al noreste del departamento de Santa Cruz. El municipio tiene una superficie de 9.685 km² y cuenta con una población de 6.139 habitantes (según el Censo INE 2012). La localidad se encuentra a 74 km de San Ignacio de Velasco y a 544 km de la ciudad de Santa Cruz de la Sierra.
San Rafael fue creado como municipio mediante la Ley 1531 el 7 de febrero de 1994.
El municipio tiene una topografía ondulada con presencia de colinas y serranías en las que de vez en cuando se observan afloramientos rocos. Su clima es cálido y tiene una temperatura media de 24,7 °C.

## Historia
En la época colonial, San Rafael fue el segundo pueblo que fundó la Compañía de Jesús, siendo los padres jesuitas Juan Bautista Zea y Francisco Hervas de las misiones de Chiquitos los que la fundaron 24 de octubre de 1696. En 1701 los padres Juan Bautista Zea y Francisco Hervas, reunieron a los habitantes de San Rafael y Santa Rosa en un solo pueblo, estableciendo definitivamente la misión de San Rafael con los habitantes de ambas poblaciones, 40 leguas más al occidente.

## Demografía
De acuerdo con el censo boliviano de 2024, la población del municipio de San Rafael de Velasco es de 8 786 habitantes.
La población del municipio casi se triplicó entre 1992 y 2024:
| Año  | Habitantes (municipio) | Fuente |
| ---- | ---------------------- | ------ |
| 1992 | 2 906                  | Censo  |
| 2001 | 5 017                  | Censo  |
| 2012 | 6 139                  | Censo  |
| 2024 | 8 786                  | Censo  |

## Economía
El municipio cuenta con una economía familiar que se desarrolla en base a la explotación y comercialización forestal, la agricultura, la ganadería y la artesanía. Los principales cultivos en San Rafael son los de café, fréjol, maíz, yuca, plátano, arroz y cítricos.
En San Rafael trabajan grandes empresas madereras aprovechando sus ricos recursos forestales, con una parte de la madera siendo transformada en muebles en las carpinterías locales.
El turismo también es una fuente importante de ingresos, ya que San Rafael forma parte de las Misiones Jesuíticas de Chiquitos que han sido declaradas patrimonios de la humanidad por la UNESCO en 1990.

## Transporte
San Rafael está a unos 500 kilómetros por carretera al noreste de Santa Cruz de la Sierra, la capital departamental.
Desde Santa Cruz, la carretera nacional pavimentada Ruta 4 conduce 57 kilómetros al norte vía Warnes hasta llegar a Montero. Aquí se encuentra con la Ruta 10, que se dirige hacia el este durante 279 kilómetros y atraviesa las localidades de San Ramón, San Javier y Santa Rosa de la Roca como vía pavimentada. El camino no está pavimentado en los 60 kilómetros restantes hasta la capital provincial de San Ignacio de Velasco, así como en su recorrido adicional de 310 kilómetros hacia el este a lo largo de la frontera con Brasil a través de San Vicente de la Frontera hasta San Matías y luego hasta la ciudad brasileña de Cáceres.
Desde San Ignacio al sur, la carretera nacional Ruta 17 recorre 72 km al sur a través de San Miguel hasta San Rafael y luego hasta San José de Chiquitos.